# 達維迪·卡爾拿
卡爾拿全稱達維迪·卡爾拿（英語：Davide Callà，1984年2月10日—），瑞士足球運動員，出生於溫特圖爾，司職中場，效力於瑞士足球挑戰聯賽阿勞足球俱樂部。